# Мати (фільм, 1926)
«Мати» — радянський художній фільм, поставлений в 1926 році режисером Всеволодом Пудовкіним за сценарієм Натана Зархі. Сюжет фільму запозичений з роману Максима Горького «Мати».

## Сюжет
Дія фільму починається зі сцени сварки в родині Власових. Тим самим уже спочатку стикаються у контрдії син-революціонер Павло Власов і його батько, п'яниця і чорносотенець, який, у підсумку, і гине в одній з інсценованих чорносотенцями бійок. А Павло Власов продовжує займатися революційною діяльністю, у зв'язку з чим він змушений ховати у себе вдома зброю. Що його і згубило, тому що мати, при черговому обшуку, видала місце знаходження забороненої зброї в надії, що це допоможе синові уникнути в'язниці. Однак уже в наступному епізоді — сцена суду — Нилівна прозріває, що її обдурили, і стає на шлях революції. Павла Власова засуджують і ув'язнюють, де він не має наміру довго залишатися. Власов починає готуватися до втечі, яка повинна відбутися під час Першотравневої демонстрації. Втеча була успішною. Павло Власов приєднується до мітингуючого натовпу, де він знаходить свою матір. Однак новина про демонстрацію вже доведена до відома влади, яка висилає на її розгін загін кінної поліції. В результаті перестрілки Павло Власов гине в обіймах матері, а вона, втративши сина, бере в руки Червоний Прапор і, з гордо піднятою головою, гине під копитами жандармських коней.

## У ролях
- Віра Барановська —  Нилівна, мати
- Микола Баталов —  Павло Власов
- Олександр Чистяков —  Власов-батько
- Іван Коваль-Самборський —  Вєсовщіков, молодий робітник
- Всеволод Пудовкін —  офіцер поліції
- Іван Бобров —  молодий арештант
- Олександр Громов —  революціонер
- Володимир Уральський —  студент
- М. Відонов —  робітник
- Анна Земцова —  Анна, курсистка
- Федір Іванов —  наглядач в'язниці
- Василь Савицький —  прикажчик-чорносотенець
- В'ячеслав Новиков —  робітник  (немає в титрах)
- П. Полторацький —  суддя  (немає в титрах)

## Знімальна група
- Режисер — Всеволод Пудовкін
- Сценарист — Натан Зархі
- Оператор — Анатолій Головня
- Композитори — Давид Блок
- Художник — Сергій Козловський